# Памятник ополченцам Пролетарского района
Памятник ополченцам Пролетарского района — мемориал в Москве. Установлен 6 мая 1980 года на Автозаводской площади. Посвящён жителям Пролетарского района Москвы, погибшим на фронтах Великой Отечественной войны. Авторы монумента — скульпторы Ф. Д. Фивейский, Н. Г. Скрынникова, архитекторы П. П. Зиновьев, И. М. Студеникин, инженер Б. М. Дубовой. Памятник относится к категории «городская скульптура».
Высота монумента составляет 15 м. Основной идеей памятника является единство фронта и тыла. Он представляет собой многофигурную горельефную композицию, изображающую красноармейцев и рабочих-ополченцев, защищавших Москву осенью 1941 года. Фигуры воинов не играют ключевой роли в композиции монумента, а подчинены доминанте конструкции. Они помещены на символическом знамени Победы — наложенных друг на друга стилизованных плоскостях. Конструкция имеет трапециевидное основание, символизирующее флагшток, с рельефной надписью «1941—1945». На тыльной стороне памятника надпись: «Навсегда сохранится в памяти народной подвиг пролетарцев, павших за свободу и независимость Родины. Вечная слава героям!».
Скульптурная композиция выполнена из кованой листовой меди на стальном каркасе. Памятник покоится на ступенчатом основании из полированного гранита. За памятником начинается бульвар Автозаводской улицы.